# Åsefjorden
Åsefjorden er en fjord i Ålesund og Sula kommuner i Møre og Romsdal fylke i Norge. Den ligger mellem Åsestranda i nord og øerne Humla og Tørla i syd.
Fjorden er en østlig fortsættelse af Borgundfjorden og Heissafjorden. Den har indløb mellem Bogneset i nord og Fransholmen i syd, og mod øst  til Spjelkavik og Blindheims-Breivika. Fiskarstranda ligger på sydsiden, syd for Humla. Fjorden har en største dybde på 87 meter.
Helt mod sydøst i fjorden ligger Vegsundet som går over til Flisfjorden på den anden side, en lille sidefjord til Storfjorden.